# Gelotofobia
La gelotofobia è la paura di essere deriso. Il termine è una combinazione delle parole greche gélōs (γέλως = risata) e phobía (φοβία = paura, ansia). Si tratta di un tipo particolare di fobia sociale. Essere deriso è sgradevole per la maggior parte degli esseri umani. Tuttavia c'è un sottogruppo di individui che temono in modo particolare tale derisione. Senza alcuna ragione, essi valutano ogni tipo di risata in modo negativo: una risata in un ristorante o un ridacchiare nei mezzi di trasporto pubblico. Alcuni si sentono a disagio persino quando dei comuni gabbiani garriscono. Questi individui stanno male perché attribuiscono ogni risata a se stessi.

## Storia del termine
Dal 2008 questo fenomeno, che ha suscitato l'attenzione degli studiosi di psicologia, sociologia e psichiatria, è stato esaminato in maniera approfondita sotto la denominazione di “gelotofobia”.
Nelle sue osservazioni cliniche Michael Titze ha scoperto che alcuni dei suoi pazienti sembravano che fossero preoccupati specialmente della possibilità di essere derisi. Essi tendevano a controllare e a scandagliare ossessivamente l’ambiente circostante per reperire eventuali segnali di risate e di scherno. Inoltre, l'autore ha osservato in questi individui uno schema comportamentale strettamente legato al movimento cinesico e prossemico nelle situazioni in cui sospettavano di essere derisi. Questa specificità consiste in una gesticolazione maldestra che somiglia a quella di un burattino di legno. Titze ha definito questa condizione come “Sindrome di Pinocchio”. Due altri comportamenti strettamente collegati al riso sono la gelotophilia, cioè la gioia di essere deriso, ed il katagelasticismo, ossia la gioia di ridere di altri.

## Le cause e le conseguenze della gelotofobia
Sulla base delle osservazioni cliniche è stato redatto un modello delle cause e delle conseguenze della gelotofobia in modo che tale condizione possa essere studiata scientificamente. Il modello conferma che la gelotofobia può essere causata, a diversi stadi di sviluppo, da uno dei seguenti tre fattori.
Le cause presunte della gelotofobia
- In infanzia: lo sviluppo di vergogna primaria provoca un’incapacità di costruire un “ponte interpersonale”. Questo fallimento è la conseguenza delle interazioni malriuscite tra bambino e accuditore.
- In infanzia e la gioventù: ripetute esperienze traumatiche di non essere preso sul serio, cioè di essere deriso/ridicolizzato. Questa convinzione si riferisce, ad esempio, all’avere sperimentato frequentemente vissuti traumatici relativi all’essere vittima permanente d’irrisione.
- In età adulta: intensa esperienza traumatica di essere deriso o ridicolizzato, per esempio per bullismo.

Le conseguenze della gelotofobia
- Ritiro sociale nel tentativo di evitare di essere ridicolizzato
- Atteggiamenti freddi “come il ghiaccio” e molto seri
- Disturbi psicosomatici, per esempio tendenza ad arrossire, cefalea tensiva, tremore, vertigini, disturbi del sonno
- “Sindrome di Pinocchio”, caratterizzata da un’espressione congelata (“agelotica”) del volto e da movimenti goffi
- Attacchi violenti: in alcuni casi i gelotofobici possono sviluppare una rabbia incontrollata contro le persone che ridono di loro

## Valutazione della gelotofobia
Il GELOPH <15> è un questionario di quindici domande per la valutazione personale di gelotofobia. Questo questionario è stato utilizzato, con graduazioni diverse, per comprovare una gelotofobia conclamata in una popolazione normale. Finora, il GELOPH <15> è stato tradotto in 42 lingue diverse ed è stato esaminato in 72 paesi. Questa ricerca ha dimostrato che la gelotofobia può manifestarsi in tutti i paesi del mondo. Il risultato mostra anche che i paesi esaminati variano nella quantità di persone, all'interno della popolazione, classificate come gelotofobici.
La ricerca, utilizzando le scale di GELOPH, mostra che la condizione di gelotofobia esiste, sperimentalmente, anche al di fuori dei pazienti con problemi specifici di vergogna. Nei primi studi, i gelotofobici tipici erano stati distinti in individui con problemi di vergogna e in individui nevrotici, che non avevano problemi specifici di vergogna. In pratica, questo significa che anche la gelotofobia condivide analogie con altri problemi psichiatrici, in quanto ci sono molteplici aspetti di questa condizione che rendono la gelotofobia un problema unico.

## Gelotofobia ed emozioni
Possiamo individuare un’interazione distinta con tre emozioni dominanti, che si riferiscono a bassi livelli di gioia e ad alti livelli di paura e di vergogna. Una gelotofobia si svilupperà più probabilmente quando la vergogna, nel corso di una settimana, supera la gioia percepita soggettivamente. I gelotofobici manifestano una certa debolezza nel regolare le proprie emozioni e raccolgono più facilmente gli umori negativi di altre persone. Essi, in particolare, tendono a controllare le proprie emozioni e non esprimono facilmente questi sentimenti agli altri.

## La mentalità dei gelotofobici e la loro personalità
I gelotofobici non possiedono la capacità di comprendere la differenza tra le forme ludiche e divertenti di interazioni sociali (come il motteggio) e le modalità più maliziose (come la derisione). Ciò significa che se qualcuno interagisce in modo amichevole e giocoso con un gelotofobico, questo si sentirà preoccupato e confonderà l'interazione con la derisione. Questa valutazione errata può anche implicare che questi individui possono avvertirsi come vittime permanenti di un bullismo presunto.
I gelotofobici possono essere posizionati sia nel modello PEN di Hans Eysenck o nel modello Big Five di personalità. A questo proposito la gelotofobia è altamente correlata con introversione e neuroticismo. Sulle più vecchie P-scale di questi modelli, i gelotofobici raggiungono un valore elevato in psicoticismo. Inoltre, essi non sono sicuri di se stessi e degli altri e adottano comportamenti di sottomissione. Altri elementi distintivi della gelotofobia sono: ritiro sociale e sospettosità riconoscibile.
La valutazione dimensionale di patologia della personalità (in accordo con il Diagnostic and Statistical Manual of Mental Disorders) ha dimostrato che gli individui affetti da paura di essere derisi tendono ad essere socialmente evitanti, per cui essi hanno problemi con se stessi. Ma i fenomeni di ritiro sociale e di diffidenza accentuata possono indicare più precisamente una gelotofobia.

## Punti di forza, intelligenza e capacità umoristica
Un certo numero di test dimostra che i gelotofobici spesso sottovalutano le proprie potenzialità e i propri talenti. I gelotofobici tendono a vedere se stessi come meno virtuosi rispetto alle persone che conoscono. In modo analogo in uno studio di intelligenza, i gelotofobici hanno sottovalutato costantemente le proprie prestazioni intellettuali. I gelotofobici hanno un approccio diverso al riso: le risate non riescono a sollevare il loro stato d'animo o a renderli più allegri. I gelotofobici qualificano più precisamente il proprio umorismo come “inefficace”. Alcuni test specifici, al contrario, dimostrano che questi individui non sono diversi dagli altri individui nel fare battute scherzose e nel produrre umorismo autentico.